# Ion...
Ion... este o operă literară scrisă de Ion Luca Caragiale.